# Tadeusz Stanny
Tadeusz Stanny (ur. 20 listopada 1945 w Bachorcach, zm. 14 października 2006 w Bydgoszczy) – polski technik, działacz opozycji w okresie PRL, sygnatariusz gdańskich porozumień sierpniowych.

## Życiorys
Absolwent technikum chemicznego w Inowrocławiu (1965). Był pracownikiem kopalni soli i instytucji spółdzielczych. Od 1974 zatrudniony w Rafinerii Gdańskiej. W sierpniu 1980 brał udział w strajku w swoim zakładzie pracy, został delegatem i członkiem prezydium uformowanego w Stoczni Gdańskiej Międzyzakładowego Komitetu Strajkowego. We wrześniu 1980 został członkiem "Solidarności", wchodząc w skład prezydium gdańskiego MKZ. W 1981 wyemigrował do Stanów Zjednoczonych.
Odznaczony Krzyżem Oficerskim Orderu Odrodzenia Polski (2006). Wyróżniony tytułem honorowego obywatela Gdańska (2000).